# سيمون بيطون
سيمون بيطون (بالفرنسية: Simone Bitton)‏ مواليد 1950، هي منتجة أفلام وثائقية يهودية مغربية-فرنسية-إسرائيلية. حازت أفلامها على عدة جوائز من أجل التمثيل في جائزة سيزار، مهرجان مرسيليا للفيلم الوثائقي، و مهرجان صاندانس السينمائي.   

## روابط خارجية
- الموقع الرسمي
- سيمون بيطون على موقع IMDb (الإنجليزية)
- سيمون بيطون على موقع ألو سيني (الفرنسية)
- سيمون بيطون على موقع أول موفي (الإنجليزية)
- سيمون بيطون على موقع قاعدة بيانات الفيلم (الإنجليزية)
- سيمون بيطون على موقع كينوبويسك (الروسية)
- سيمون بيطون على موقع أول موفي.
- IMDb
- Filmfestivals.com
- Fidmarseille.org